# Ahrensbök
Ahrensbök är en Gemeinde i Ostholstein i det tyska förbundslandet Schleswig-Holstein. Ahrensbök, som för första gången nämns i ett dokument från år 1328, har cirka 
8 500 invånare.